# Maremar
Maremar és el catorzè disc de llarga durada publicat per Lluís Llach el 1985.
Tot i que a Maremar no inclou cap composició llarga, els temes de la primera cara del disc formen una unitat amb el fil conductor de la interiorització de la mort d'una persona estimada, l'enyor que aquesta desaparició implica, i l'acceptació del fet en nom de les lleis cícliques.
En la unió dels dos mots del títol Serra d'Or hi veia «el mar com a mare universal. És el líquid amniòtic d'un fetus que va esdevenir la Humanitat.» Considerava Un núvol blanc, la darrera peça de la cara A, «la clau de volta, la peça central de l'àlbum. L’enyor i la tristesa deixen pas a l'esperança –aquest núvol blanc ja esmentat al tema Maremar–: el món és un cercle ple de cercles, un seguit de cicles perfectes i l'acceptació d'una marxa implica fer possible el retorn. Una superba melodia il·lustra aquesta filosofia un xic arrelada en el vitalisme de Salvat-Papasseit ("... perquè per tornar a néixer necessitem morir")».
Es va extreure un senzill amb les cançons Maremar i Mai no sabré.

## Cançons
1. Maremar
2. Cant de l'enyor
3. Nin non
4. Un núvol blanc
5. A l'estació
6. Mai no sabré
7. Només per a tu
8. No

## Fitxa tècnica
- Editat per: Ariola 206.891 I. LP. 1985
- Enregistrat per: Estudis Eurosonic, el febrer i març 1985
- Enginyer de so: Mike Cooper
- Ajudants d'estudi: Alberto Pinto i Fernández Álvarez
- Mescles d'estudi: Alberto Pinto i Fernández Álvarez
- Mescles digitals: Sistemes F.1 i U-matic
- Arranjaments i direcció musical: Manel Camp i Lluís Llach
- Col·laboracions: Maria del Mar Bonet i Marina Rossell (a Cant de l'enyor)

## En altres mitjans
Dagoll Dagom va basar la música del seu espectacle del mateix títol en l'obra de Llach per fer una adaptació de Pèricles, Príncep de Tir de William Shakespeare.